# Ostrava-Bartovice
Ostrava-Bartovice (pol. Ostrawa-Bartowice) – stacja kolejowa w dzielnicy Ostrawy – Bartowice, w kraju morawsko-śląskim, w Czechach. Znajduje się na wysokości 235 m n.p.m. i leży na linii kolejowej nr 321.
Stacja została zbudowana w latach 60. XX wieku podczas przebudowy linii kolejowej nr 321 (Ostrawa – Czeski Cieszyn) na terenie byłego przystanku osobowego.
Do dziś stacja w Bartowicach to przede wszystkim towarowa stacja manewrowa obsługująca Nową Hutę (ArcelorMittal Ostrava a.s.). Dla obsługi podróżnych posiada dwa perony połączone przejściem podziemnym oraz ogrzewaną poczekalnię w budynku dworcowym. Kasy zostały zamknięte w roku 2006 - bilety można kupić wyłącznie u konduktora.